# Эпигоны (история)
Эпигоны (греч. έπίγονοι) — сыновья так называемых наследников («диадохов») Александра Великого. Их правление относится приблизительно к 281—220 годам до н. э. (до 140-й олимпиады, условной границы между концом эллинистической и началом римской эпохи в истории Средиземноморья, и начала Союзнической войны), и образует целую эпоху в истории эллинистического мира в целом и Древней Греции в частности.